# Streitkräfte Paraguays

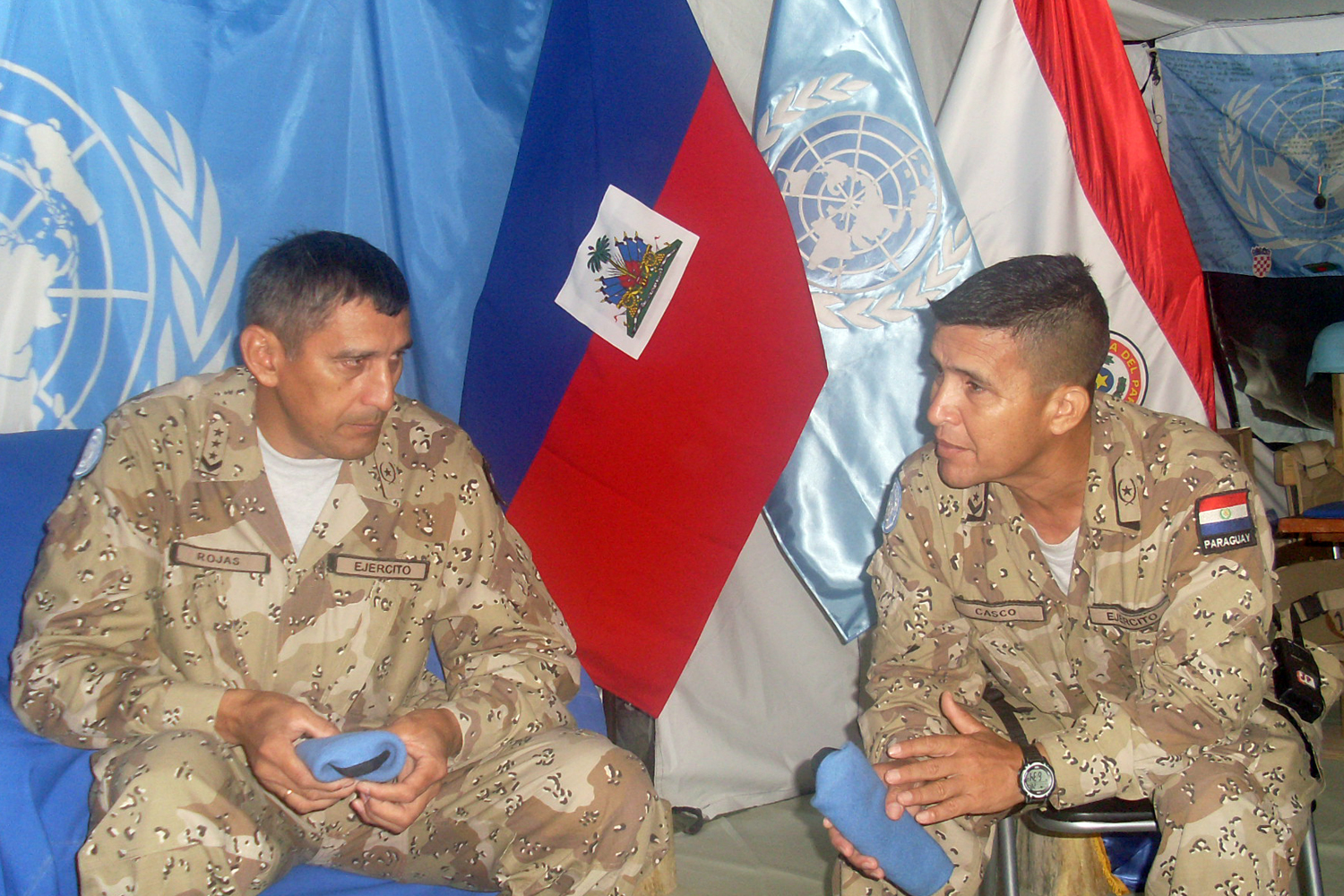
Offiziere des Heeres im UNO-Einsatz auf Haiti

Die Streitkräfte Paraguays (spanisch Fuerzas Armadas de Paraguay, Guaraní Tekombaretekuéra Imbokaetáva Paraguáipegua) sind die Streitkräfte der Republik Paraguay.

## Organisation
Sie bestehen aus folgenden Teilstreitkräften:
- Heer (Ejército Paraguayo)
- Marine (Armada Paraguaya), mit Marinefliegern und Marineinfanterie
- Luftstreitkräfte (Fuerza Aérea Paraguaya)

Oberbefehlshaber ist der paraguayische Präsident.

## Geschichte
Nach den Befreiungskriegen mit der Unabhängigkeit von Spanien im Jahr 1811 nahm die paraguayische Armee an zwei Kriegen teil: Dem extrem blutigen Tripel-Allianz-Krieg (1864 bis 1870) gegen Argentinien, Brasilien und Uruguay, der mit der völligen Niederlage Paraguays endete und dem Chacokrieg (1932–1935) gegen Bolivien, der mit einem Sieg Paraguays und Geländegewinnen endete.
Die Armee spielte auch eine wichtige Rolle während der langjährigen Diktatur von Alfredo Stroessner.

## Teilstreitkräfte

### Heer
Der Ejército Paraguayo mit einer Personalstärke von rund 7.400 Mann gliedert sich in die Präsidentengarde mit Sitz in Asunción, 3 Armeekorps (mit Sitz in Curuguaty, San Juan Bautista und Mariscal Estigarribia) und verschiedene Spezialkräfte. Das Heer wird vom General Cesar Augusto Moreno Landaira geleitet und verfügt über folgende Ausrüstung:
| Typ             | Herkunft                     | Funktion               | Version  | Aktiv | Anmerkungen                                                  |
| --------------- | ---------------------------- | ---------------------- | -------- | ----- | ------------------------------------------------------------ |
| EE-9 Cascavel   | Brasilien                    | Radpanzer              |          | 28    |                                                              |
| EE-11 Urutu     | Brasilien                    | Mannschaftstransporter |          | 12    |                                                              |
| Typhoon         | Vereinigte Arabische Emirate | Geschütztes Fahrzeug   |          | 4     | 2023 für den Kampf gegen organisiertes Verbrechen geliefert. |
| M101            | Vereinigte Staaten           | 105-mm-Haubitze        |          | 19    |                                                              |
| M3              | Vereinigte Staaten           | Flugabwehrfahrzeug     | M9       | 3     | Ausgerüstet mit einem 20-mm-Flugabwehrgeschütz.              |
| Bofors Geschütz | Schweden Vereinigte Staaten  | Flugabwehrkanone       | L/60M1A1 | 613   |                                                              |

### Marine
Obwohl Paraguay ein Binnenstaat ist, gibt es eine größere Marine mit aktuell 21 Überwasserschiffen und 3.800 Soldaten. Der Río Paraguay und der Río Paraná sind schiffbar und werden von der Armada Paraguaya überwacht. Die Marine wird vom Admiral Juan Ramón Velázquez Fretes geführt. Die Marineflieger und die Marineinfanterie verfügen über einen Helikopter des Typs H125M und zwei Haubitzen des Typs M101.
Patrouillenboote
- Paraguay (P-01)
- Itaipú (P-05)
- Capitán Ortiz (P-06)
- Teniente Robles (P-07)
- Yhaguy (P-08)
- Tebicuary (P-09)
- CROQ15 (LP-201 bis LP-203)
- 9 kleinere Patrouillenboote

Landungsfahrzeuge

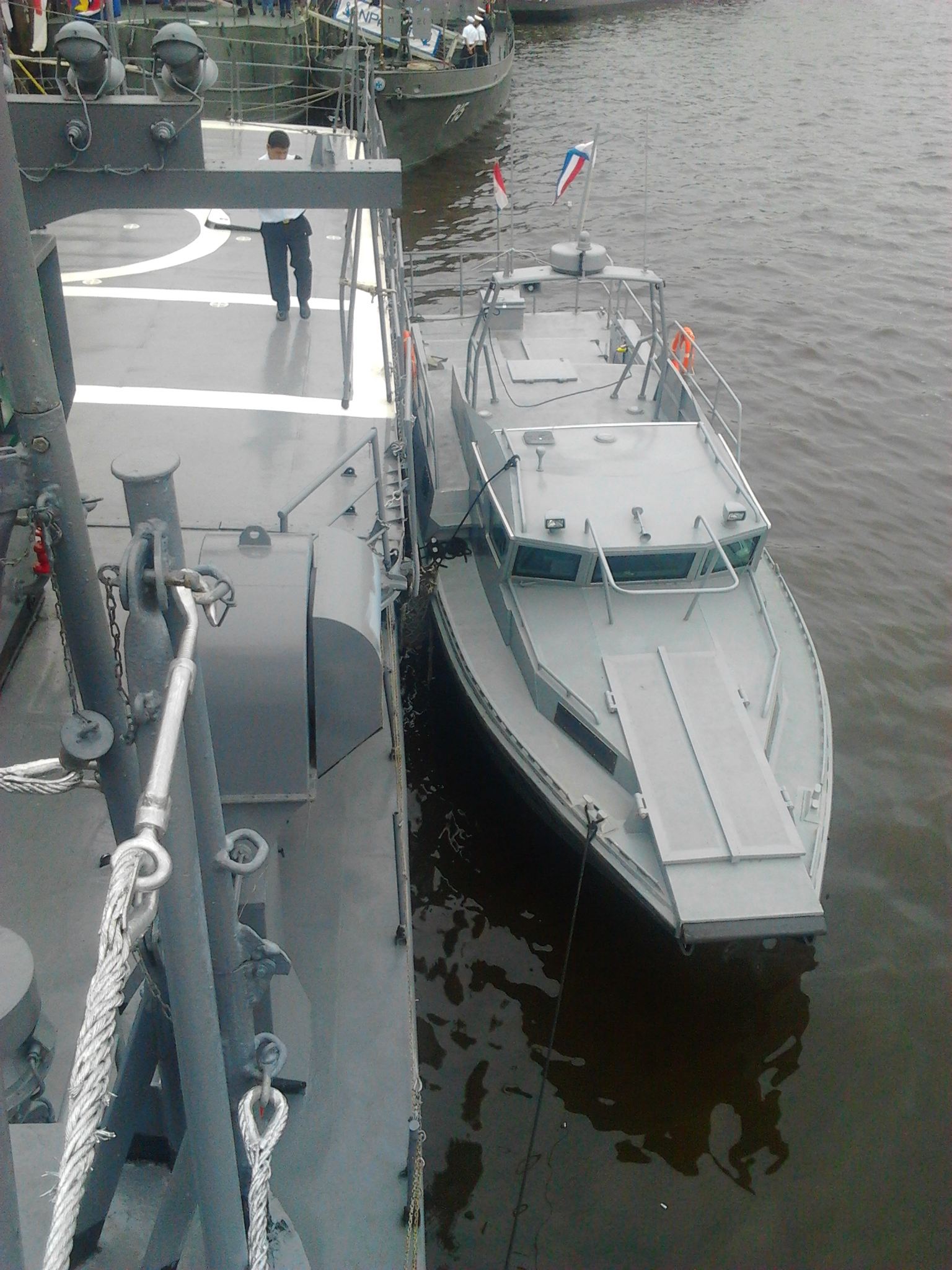
CROQ15 der Marine, angebunden an der Itaipú

- 3 kleinere Landungsschiffe (EDVP-01 bis EDVP-03)

### Luftwaffe
Die Fuerza Aérea Paraguaya (kurz: FAP) wurden 1923 gegründet und werden aktuell vom General Arturo Javier González Ocampo geleitet. Die Luftstreitkräfte bestehen aus 2750 Soldaten und verfügen über folgende Ausrüstung:
| Typ                       | Herkunft           | Funktion               | Version   | Aktiv     | Bestellt  | Anmerkungen |
| Flugzeuge                 | Flugzeuge          | Flugzeuge              | Flugzeuge | Flugzeuge | Flugzeuge | Flugzeuge   |
| ------------------------- | ------------------ | ---------------------- | --------- | --------- | --------- | ----------- |
| Diamond DA62              | Österreich         | Aufklärungsflugzeug    |           | 1         |           |             |
| Beechcraft Baron          | Vereinigte Staaten | Transportflugzeug      |           | 1         |           |             |
| CASA C-212                | Spanien            | Transportflugzeug      |           | 3         |           |             |
| Cessna 208                | Vereinigte Staaten | Transportflugzeug      |           | 5         |           |             |
| Embraer EMB 312           | Brasilien          | Schulflugzeug          |           | 6         |           |             |
| Enaer T-35 Pillán         | Chile              | Schulflugzeug          |           | 9         |           |             |
| Cessna Citation Sovereign | Vereinigte Staaten | Geschäftsreiseflugzeug |           | 1         |           |             |
| Hubschrauber              |                    |                        |           |           |           |             |
| Airbus Helicopters H125   | Frankreich         | Mehrzweckhubschrauber  | H125M     | 1         |           |             |
| Bell UH-1                 | Vereinigte Staaten | Mehrzweckhubschrauber  | UH-1H     | 12        |           |             |
| Bell 427                  | Vereinigte Staaten | VIP-Hubschrauber       |           | 1         |           |             |

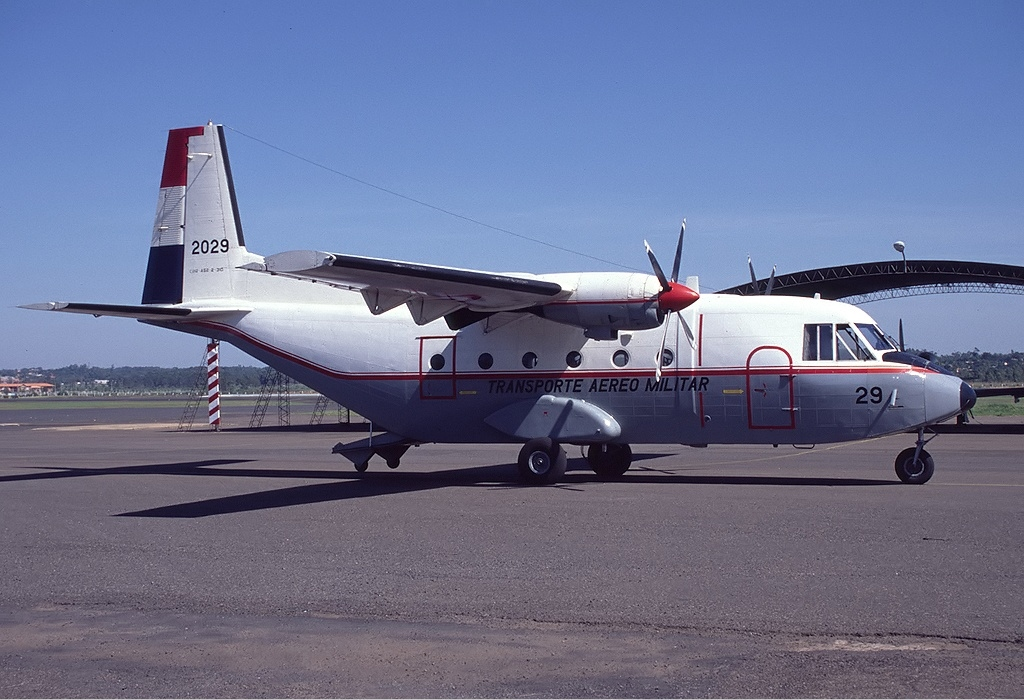
CASA C-212 der Luftstreitkräfte

Die FAP unterzeichnete, als erste ausländische Streitkraft, Anfang 2023 eine Interessenserklärung zum Kauf der argentinischen FMA IA-100.